# Christianstads Weckoblad
Christianstads Weckoblad var en dagstidning i Kristianstad med endagarsutgivning perioden 7 juli 1810 till 24 december 1840. 1840-1848 var den ett oregelbundet supplement till Skånska Posten.

## Utgivare
Tidningen gavs ut av hovsekreteraren Fredrik Folkqvardt Cedergréen 1810-1839, med hans medgivande tog då boktryckaren  Georg Wilhelm Norman den 22 november 1839  över tillståndsbeviset att utgiva Christianstads Weckoblad, vilket dock 8 december 1840 överflyttades på utgivaren av Skånska Posten, kaptenen C. G. Hjertman. Denne gav under loppet av 1841-1848 ut Christianstads Weckoblad som supplementblad till Skånska Posten, på oregelbundna tider, 3 till 12 nummer om året. (1841: 8 st, 1842: 5 st., 1843: 7 st., 1844: 7 st., 1845: 8 st., 1846: 6 st., 1847: 12 st. och 1848: 3 st.). Denna bilaga hade 2 sidor med 2 spalter  format 21,8 à 23,3 x 17 cm. Årgången 1840 saknas i Kungliga Bibliotekets exemplar.

### Medverkande
I Christianstads Wecko-Blad meddelades under krigsåren 1813, 1814 underrättelser från krigsteatern av generalguvernören Johan Christoffer Toll. Bidrag har i tidningen meddelats av före detta rektorn vid stadens trivalskola M.L. Ståhl under många år, främst dödsrunor, fru Charlotta Segrell, och Helena Lunell (skönlitterära bidrag), kollega Peter Herslow, jägmästaren Hoflander, auditör Nils Hervan och sedermera prosten Lars Feuk.

### Tryckning, utgivning och pris
Tidningen kom ut lördagar en gång i veckan 1810-1840. Tidningen bilaga kom ut oregelbundet på varierande dagar och med allmänt i bilaga. Tidningen trycktes i Kristianstad av F. F. Cedergréen 1810-39 och sedan 1840--1848 hos G. W. Norman och F. L. Schmidt & C:o. Frakturstil till 1837 sedan antikva och frakturstil. Tidningen hade titelvinjett. Priset för tidningen var 1 riksdaler banko 1810 -1828 sedan  1 riksdaler 16 skilling banko 1829-1839 och sist 1 riksdaler 32 skilling banko 1840. 